# Tara Sweeney
Pour les articles homonymes, voir Sweeney.
Tara MacLean Sweeney, née le 28 juillet 1973, est une femme d'affaires américaine et ancienne nommée politique qui est secrétaire adjointe de l'Intérieur pour les affaires amérindiennes de juillet 2018 à janvier 2021. Sweeney est une autochtone d'Alaska et a précédemment servi dans le cabinet du gouverneur de l'Alaska Frank Murkowski. En 2022, elle se présente sans succès pour représenter l'Alaska à la Chambre des représentants des États-Unis. L'élection est remportée par la démocrate Mary Peltola.

## Jeunesse et éducation
Fille de Bryan MacLean, enseignant, et d'Eileen MacLean (en) (née Panigeo), députée démocrate à l'Assemblée législative de l'Alaska, elle est d'origine inupiaque. Elle est citoyenne du gouvernement traditionnel inupiat du village autochtone de Barrow. L'un de ses ancêtres a traduit la Bible en langue inupiaque.
Sweeney grandit dans les villes de Wainwright, Bethel, Unalakleet et Utqiagvik, dans la campagne de l'Alaska. En 1991, elle obtient son diplôme du lycée de Barrow.
Sweeney fréquente l'Université Cornell, où elle obtient un baccalauréat en sciences en relations industrielles et de travail en 1998.

## Carrière commerciale en Alaska
En octobre 2013, Sweeney commence un mandat d'un an en tant que coprésidente de la Fédération des autochtones de l'Alaska. De 2015 à 2017, Sweeney est présidente du Conseil économique de l'Arctique en tant que représentant du Conseil circumpolaire inuit.

## Carrière politique et gouvernementale
En 2003, Sweeney rejoint le cabinet du gouverneur de l'Alaska Frank Murkowski en tant qu'assistante spéciale pour les affaires rurales et l'éducation.
En tant que secrétaire adjointe, Sweeney rédige une tribune libre approuvant la réélection de Sullivan en 2020. Elle déclare que l'adversaire de Sullivan, Al Gross, qui se présente comme indépendant mais est soutenu par le Parti démocrate, soutient « le programme radical et anti-Alaska des démocrates nationaux ».

### Bureau des affaires indiennes

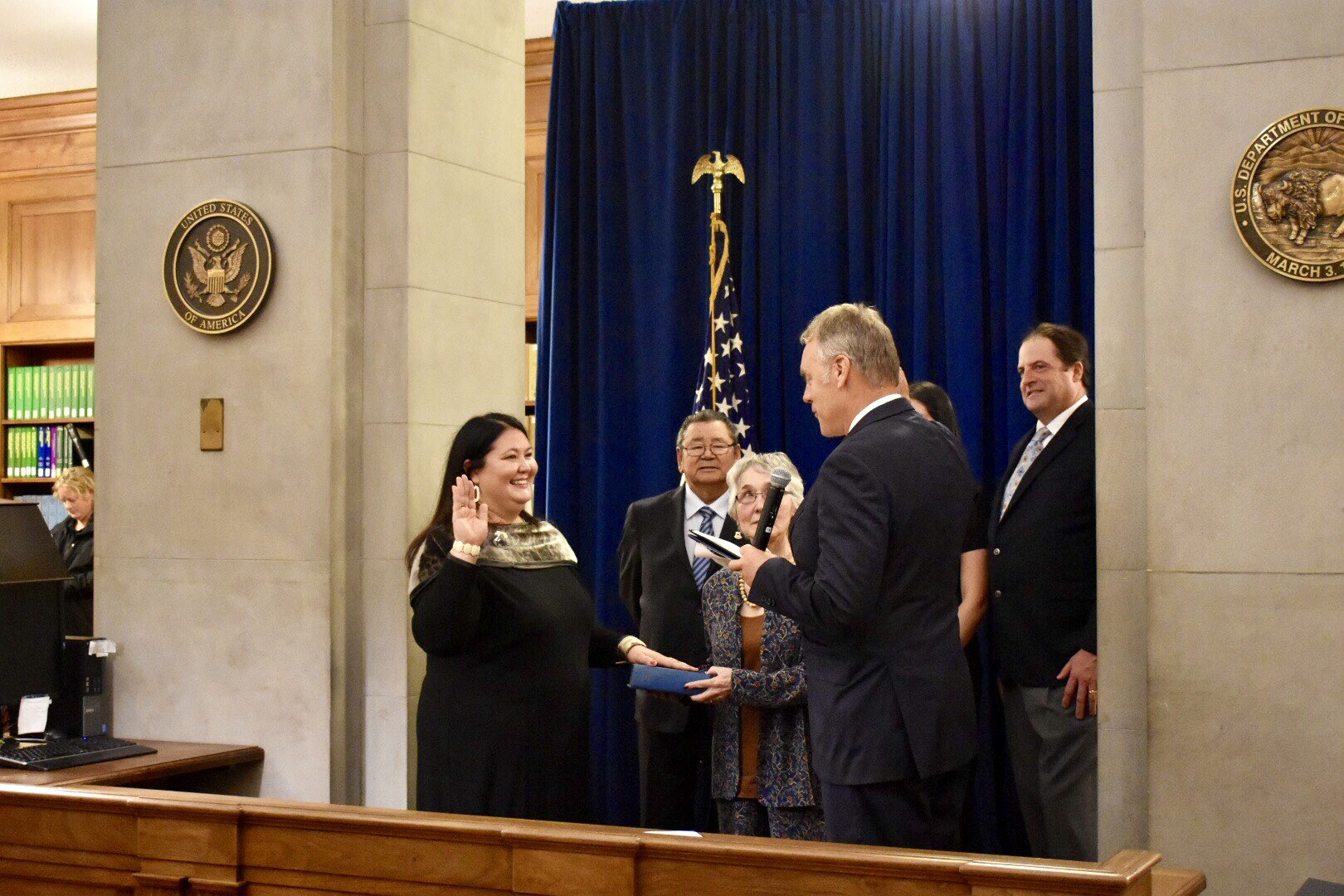
Tara Sweeney prête serment pour son rôle au Bureau des affaires indiennes.

En octobre 2017, Sweeney est nommée par le président Donald Trump secrétaire adjointe aux Affaires indiennes. La commission sénatoriale des Affaires indiennes recommande à l'unanimité un vote au Sénat, et sa nomination est confirmée à l'unanimité en juin 2018. Lors de son audition de confirmation, elle s'engage à se récuser des questions concernant l'Arctic Slope Regional Corporation. Elle est la première autochtone d'Alaska et la deuxième femme à superviser le Bureau des Affaires indiennes,.
En tant que secrétaire adjointe, elle doit faire face à des appels à sa démission pendant la crise du COVID-19. Elle a proposé que les fonds de relance fédéraux destinés aux gouvernements tribaux soient également accessibles aux sociétés à but lucratif appartenant à des autochtones d'Alaska. Le 28 avril 2020, un tribunal fédéral de district bloque l'inclusion des sociétés appartenant à des autochtones d'Alaska dans les fonds de relance fédéraux destinés aux gouvernements tribaux. La Cour suprême entend l'affaire en appel. En juin 2021, elle infirme la décision du tribunal de première instance, jugeant que les 12 sociétés régionales autochtones d'Alaska sont éligibles au financement de la loi CARES au même titre que les tribus.

### Élections législatives de 2022
En 2022, après le décès du membre du Congrès américain Don Young en fonction, Sweeney est l'une des nombreux candidats à se présenter à la fois à l'élection spéciale (qui doit se terminer en août 2022) pour terminer le reste de son mandat non expiré, et à l'élection régulière qui doit se tenir en novembre pour un mandat complet.
L'élection spéciale est la première du nouveau système électoral de l'Alaska, basé sur le scrutin préférentiel ou le scrutin à deux tours. Une élection primaire non partisane constitue la première étape pour déterminer les quatre candidats arrivés en tête et qualifiés pour une élection générale. Ce système est également utilisé lors des élections de novembre.
Certains médias décrivent Sweeney comme une candidate républicaine modérée. Iris Samuels, du Anchorage Daily News, la décrit comme se présentant « sur un programme pro-développement et socialement modéré, affirmant qu'elle soutient l'accès à l'avortement ». Sweeney reçoit le soutien des plus grandes entreprises autochtones d'Alaska.
Sweeney termine cinquième aux primaires pour l'élection partielle. Après le retrait de la candidature d'Al Gross, arrivé quatrième, des efforts sont faits pour que Sweeney le remplace lors des élections générales. La Division des élections statue que Sweeney ne peut figurer sur le bulletin de vote pour l'élection partielle, Gross s'étant retiré dans les 64 jours suivant l'élection. Cette décision résiste à un recours devant la Cour suprême de l'Alaska. Sweeney ne conteste pas le résultat.
Sweeney se présente plutôt comme candidate par écrit aux élections générales spéciales. Sa tentative de candidature par écrit aux élections générales spéciales du 16 août 2022 échoue.
Le 16 août 2022, Sweeney se classe loin derrière en quatrième position lors de la primaire non partisane de l'élection régulière, se qualifiant ainsi pour les élections générales de novembre. Elle recueille moins de 4 % des voix lors de cette primaire. Estimant que son faible score indique l'absence de voie viable vers la victoire aux élections générales et invoquant des difficultés de collecte de fonds, Sweeney met rapidement fin à sa candidature,.

## Vie personnelle
Sweeney est mariée à Kevin Sweeney, ancien assistant de la sénatrice Lisa Murkowski. Le couple a deux enfants et vit à Anchorage.
Elle joue un rôle dans le film On the Ice (en) de 2011. Le fils du couple, Ahmaogak, joue un rôle dans le film Miracle en Alaska de 2012.